# Real Zaragoza 2023-2024
Questa voce raccoglie le informazioni riguardanti il Real Zaragoza nelle competizioni ufficiali della stagione 2023-2024.

## Rosa
| N. |                       | Ruolo | Calciatore        |
| -- | --------------------- | ----- | ----------------- |
| 1  | Argentina (bandiera)  | P     | Cristian Álvarez  |
| 25 | Spagna (bandiera)     | P     | Edgar Badía       |
| 35 | Spagna (bandiera)     | P     | Dani Rebollo      |
| 13 | Francia (bandiera)    | P     | Gaëtan Poussin    |
| 18 | Spagna (bandiera)     | D     | Fran Gámez        |
| 38 | Spagna (bandiera)     | D     | Borge             |
| 2  | Algeria (bandiera)    | D     | Akim Zedadka      |
| 27 | Spagna (bandiera)     | D     | Marcos Luna       |
| 31 | Spagna (bandiera)     | D     | Juan Sebastián    |
| 22 | Francia (bandiera)    | D     | Quentin Lecoeuche |
| 17 | Spagna (bandiera)     | D     | Carlos Nieto      |
| 6  | Spagna (bandiera)     | D     | Alejandro Francés |
| 3  | Portogallo (bandiera) | D     | Jair Amador       |
| 15 | Uruguay (bandiera)    | D     | Santiago Mouriño  |
| 24 | Spagna (bandiera)     | D     | Luis López Mármol |
| 11 | Spagna (bandiera)     | C     | Maikel Mesa       |
| 21 | Spagna (bandiera)     | C     | Toni Moya         |

| N. |                    | Ruolo | Calciatore          |
| -- | ------------------ | ----- | ------------------- |
| 8  | Spagna (bandiera)  | C     | Marc Aguado         |
| 5  | Spagna (bandiera)  | C     | Jaume Grau          |
| 14 | Spagna (bandiera)  | C     | Francho Serrano     |
| 10 | Spagna (bandiera)  | C     | Sergio Bermejo      |
| 26 | Spagna (bandiera)  | C     | Alberto Vaquero     |
| 41 | Spagna (bandiera)  | C     | Lucas Terrer        |
| 29 | Spagna (bandiera)  | C     | Pau Sans            |
| 10 | Spagna (bandiera)  | C     | Raúl Guti           |
| 9  | Spagna (bandiera)  | A     | Iván Azón           |
| 23 | Spagna (bandiera)  | A     | Sergi Enrich        |
| 12 | Turchia (bandiera) | A     | Sinan Bakış         |
| 7  | Spagna (bandiera)  | A     | Germán Valera       |
| 20 | Spagna (bandiera)  | A     | Víctor Mollejo      |
| 19 | Spagna (bandiera)  | A     | Manu Vallejo        |
| 33 | Spagna (bandiera)  | A     | Adrián Liso         |
| 34 | Spagna (bandiera)  | A     | Marcos Cuenca       |
| 30 | Spagna (bandiera)  | A     | Pablo Cortés García |